# 軍用機器人
軍用機器人，是為軍事用途而設計的全自動機器、或半自動遙控機器，是未來無人化戰場的主要一環。目前世界上不少國家也積極開發自己的軍用機器人。

## 戰術優勢

### 降低軍事人員傷亡率
軍用機器人代替單兵上战场，可以極大的降低戰場上的軍事人員傷亡率。

### 彌補單兵的天然缺陷
軍用機器人較單兵有更強的战场覺知能力，能通过传感器去偵察战场上的潛在危险。机器較單兵而言有更强的荷重能力，能配备各種重型武器，大幅提高战斗能力。机器在能源得到保障的情况下，可以执行全天候任务。机器較單兵而言有更强的适应力，能够适应不同的战场环境，包括外太空。機器人不會有情緒，使军事任务更順利進行。

### 高效的補給及傷員補足能力
機器人可以通过机械式的维修更替零件来重返战场。机器可以批量生产，並且幾乎不需要任何訓練。

## 使用風險

### 駭客入侵
軍用機器人的通訊裝置如果被駭客入侵，遥控系统一旦被破坏和干扰，便極有可能被敌军所利用，反過來攻擊友軍，造成戰術災難。

### 智能叛變
2009年，學者與技術專家出席一場會議進行討論，假設機器人與電腦擁有自給自足與獨立思考時，所帶來可能性的影響。一些專家與學者質疑軍事作戰方面對機器人的應用，尤其當這些機器人被賜予某種程度的自動機能時自己會引爆。。

## 國際組織政策限制
在2015年的國際人工智慧聯合會議中，超過一千名機器人領域的研究者，以及一些知名人士，如史蒂芬·霍金和伊隆·馬斯克，共同簽署了一份公開信，警告人工智慧軍備競賽將為人類帶來嚴重的後果，也呼籲聯合國應通過禁令，禁止開發與使用自主武器。信中表示：「現今的人工智能已經發展到一個階段，在未來幾年內，自主武器將能完全派上戰場；然而帶來的風險也很高，自主武器被形容是繼槍炮、核武發明後，戰爭型態的第三大變革。」

## 研發歷史及未來發展
軍用機器人可追溯至第二次世界大戰與冷戰，分別成形於德國的哥利亞遙控炸彈與蘇維埃的遙控戰車。
戰爭中對機器人的應用，儘管傳統上屬於科幻小說中的主題，然而已正在研究做為作戰中一種未來可能的手段。已有數種軍用機器人於各軍隊中開發出來，例如各式的無人機。無人機可以用在偵察任務上，也可以裝載武器進行戰鬥。
有一些人相信現代戰爭的未來將以自動武器系統來作戰。

## 外部連結
- "Biomass military robot in development"
- EATR: Energetically Autonmous Tactical Robot （页面存档备份，存于） - 第二階段計劃

### 組織
- 美國聯合部隊司令部官網: "領導著美軍的轉變"
- irobot.com，PackBot的組裝者與其系統R-Gator
- Boston Dynamics （页面存档备份，存于），波士頓機械狗的組裝者